# Ivan Dubnička
Ivan Dubnička (12. ledna 1961 Púchov – 8. srpna 2014) byl slovenský kulturolog, politolog a publicista.

## Život
Narodil se 12. ledna 1961 v Púchově. V letech 1983 až 1990 pracoval v Ústředí uměleckých řemesel v Bratislavě. V letech 1988–1993 absolvoval obor Teorie a řízení kultury na Filozofické fakulty Univerzity Komenského v Bratislavě. V letech 1995–1996 pracoval v Regionálním kulturním středisku v Pezinku a v letech 1996–1997 v Centru volného času ESKO v Bratislavě. Do roku 2004 pracoval ve Středisku zájmové činnosti s ekologickým zaměřením při bratislavské ZŠ Běloruská.
V letech 1998 až 2000 absolvoval na Univerzitě Komenského doplňkové pedagogické minimum a v letech 2000 až 2003 doktorandské studium. Rigorózní práci obhájil na Filozofické fakultě Univerzity Konštantína Filozofa v Nitře v roce 2004. Od tohoto roku na Filozofické fakultě Univerzitě Konštantína Filozofa v Nitře také působil. V roce 2007 se stal vedoucím Katedry politologie a evropských studií a získal titul docent. Zemřel 8. srpna 2014 po nemoci.

## Dílo
Autor pěti monografií, desítek odborných a vědeckých studií, recenzí, komentářů a článků popularizujících vědu, spoluautor učebnic pro základní, střední a vysoké školy.
- DUBNIČKA, I.: Prírodný svet Indiánov (s ilustrecemi Bohuša Šikulinca). Bratislava: PaRPRES, 1998. 162 s. ISBN 80-88-789-27-3.
- DUBNIČKA, I.: Kulturológia a environmentalistika a ich výchovné aspekty. Acta culturologica. zv. č. 9. Bratislava: UK FF, 2003. 102 s. ISBN 80-88901-74-X. (Monografie je zařazená do Slovenského národního korpusu v Jazykovedném ústavu Ľudovíta Štúra SAV v Bratislavě.)
- DUBNIČKA, I.: Kultúra a environmentálna kríza. Nitra: UKF FF, 2007. 486 s. ISBN 80-8094-034-7. (Ocenění monografie: Cena rektora FF UKF za publikační a jiné tvořivé aktivity v kategorii Monografická díla ve slovenském jazyce, prémie Literárního fondu za vědeckou a odbornou literaturu za rok 2007 v kategorii společenských věd.)
- DUBNIČKA, I.: Mravy, šelmy a vegetariáni. Nitra: UKF FF, 2007. 316 s. ISBN 978-80-8094-228-1.
- DUBNIČKA, I.: Misa Mäsa. Bratislava: Karpaty-Inforpress, 2012. 240 s. ISBN 978-80-968533-9-7